# Cudillero
Cuideiru (asturià), Cudillero (castellà) és un conceyu de la Comunitat Autònoma del Principat d'Astúries. Limita a l'oest amb Valdés, al sud amb Salas i Pravia i a l'est amb Muros i Pravia. Important port pesquer i durant els mesos d'estiu centre turístic important. El gentilici de pixueto/a prové de la combinació dels termes pix (peix) i uetus (activitat) per diferenciar-se de la resta d'habitants agricultors o ramaders del municipi. Als habitants de la part alta de la vila (La Cai), dedicats tradicional i majoritàriament al comerç, se'ls anomenava caízos/as. Una altra teoria afirma que aquest gentilici prové del terme pixín, paraula asturiana per a denominar al rap, peix molt pescat al país.

## Història

### Prehistòria i romanització
La història del concejo de Cuideiru ha estat lligada al de Pravia fins al segle xviii, és per això que hi ha poques dades que facin referència exclusiva a l'actual concejo. El territori no adquireix autonomia fins al segle xix. Se sap de l'ocupació des de la prehistòria per les restes humanes trobades en concejos veïns. És en l'època castrenya quan es troben les primeres restes dins l'actual consell: el castre de La Garita i el de La Cavona. Fa relativament poc s'ha descobert un altre jaciment, el de Gurión. Tots aquests emplaçaments semblen de tipus preromà. Les restes de l'època romana, en aquest territori, són esparses.

### Edat mitjana i Moderna
Les primeres dades les trobem a l'edat mitjana. En el límit de dues poderoses entitats eclesiàstiques la d'Oviedo i la de Pravia és on sorgiria un petit port pesquer que avui ostenta la capitalitat. Serà al segle xiii, quan s'iniciarà un període de transformacions en aquest sector. Es funda la pobla de Pravia i a partir de llavors, totes les terres de l'actual Cuideiru s'integraran a Pravia. La primera notícia que fa referència a la localitat de Cuideiru és la de la d'una donació al monestir de Tinéu l'any 1285. Tota la població vivia la pesca i en el seu desenvolupament va intervenir la poderosa família d'Omaña, que van exercir el seu poder en la regió en aquesta època. En el segle xv, el poble ja estava consolidat com a port pesquer i va sol·licitar la concessió de magatzem de sal que era, fins aleshores, monopoli de la capital praviana; la concessió, però, no va arribar a efectuar-se mai.

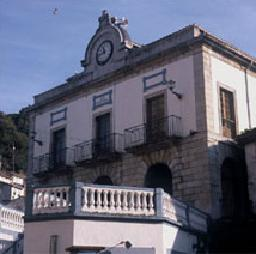
Ajuntament

A l'edat moderna ja està consolidada. Esdevé important centre pesquer asturià i apareixen una sèrie d'edificacions com l'església de San Pedro edificada pels seus habitants. Es construeixen també un moll al port i el castell de San Juan per a defensar-se de les incursions angleses. Al segle xviii, la gent del país van oferir 1.000 doblers per segregar-se de la jurisdicció de Pravia perquè no podien nomenar els seus càrrecs, però això no arribaria fins a 100 anys més tard. En aquesta època només havia un vedat en aquest territori que pertanyia a un membre de la poderosa família Omaña.

### Edat contemporània

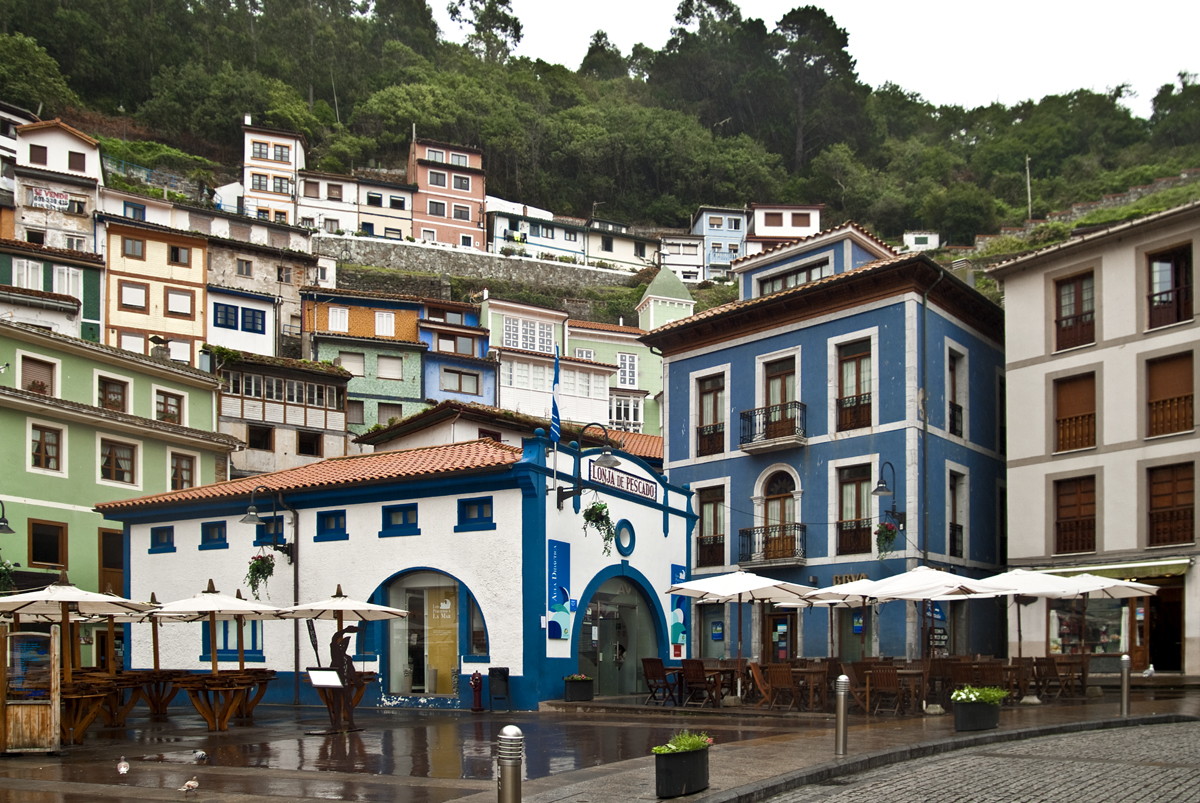
Llotja de peix

Al xix, arriba la desitjada autonomia municipal, causa, en part, de la importància del port pesquer que és objecte d'una proposta d'ampliació, cosa que no arribaria fins al segle xx. Al xx, es va adjudicar la construcció d'un nou port, els treballs es van fer en diferents fases i van acabar als vuitanta. També es remodela la carretera a Galícia.

## Geografia
Té bones comunicacions com la N-632 i està a una distància de 56 quilòmetres de la capital del Principat. Amb una població de 5.932 (INE, 2006) habitants, els seus nuclis principals per nombre d'habitants són: la vila de Cuideiru que és la seva capital, Villademar (Villamar), La Talaya (La Telaya) i Aroncés. El seu relleu es divideix en tres parts. La primera és la rasa litoral que s'aixeca uns 100 metres sobre el nivell del mar amb uns penya-segats de vegades trencats per nombroses platges i cales, destacant en la seva geografia costanera el Cap Vidio (Cabu Vidíu en asturià). La segona parteix les valls interiors de gran fertilitat, travessades pels rius Esquieru, Uncín, Freera i Piñera. La seva tercera part, més al sud, és la zona muntanyenca amb els seus pics Penes de Cuetu de 783 metres i Picu Paradiella de 720 metres que són les muntanyes més altes del concejo. Part de la seva costa, que está inclosa en la Costa occidental d'Astúries està declarada Paisatge Protegit i la torbera de las Dueñas és considerada Monument Natural.

## Parròquies
El concejo de Cuideiru està format per 9 parròquies:
- Ballota (Bal·louta)
- Cudillero/Cuideiru
- Faedo (Faéu)
- Nuviana
- Ouviñana
- Piñera
- San Juan de Piñera (San Xuan)
- San Martín de Luiña
- Soto de Luiña (Sotu Luiña)

## Evolució demogràfica
Aquest consell ha passat per les mateixes fases d'emigració que tots els consells d'aquesta part costanera asturiana. En les primeres dècades del segle xx, arriba al pic poblacional amb 11.150 habitants, passant després a una època migratòria en què perd unes 1.000 persones que s'accentua amb el temps i es concentra entre els pagesos, iniciant-se una davallada demogràfica important. L'emigració es van moure segons les oportunitats de treball del moment. En la primera fase va ser una emigració cap a Hispanoamèrica, la segona fase als països centreeuropeus i la tercera als centres industrials asturians. Aquest consell també va conèixer els indians, benefactors que varen col·laborar en la construcció de centres d'ensenyament i habitatges, i en la realització d'activitats socioculturals i de lleure. Com gairebé tots els consells costaners, la majoria dels seus nuclis es concentren a les rases de la costa, sent el seu nucli més representatiu de la vila.

## Economia
La seva economia està basada en l'agricultura i la ramaderia, la seva flota pesquera va ser més important abans que ara i l'altre sector que està creixent darrerament és el turisme.

## Política
Des del 1979, el partit que més temps ha governat, al consell de Cuideiru ha estat el PSOE. L'alcalde és el socialista Francisco González Méndez, qui governa des del 1991.
|      | PSOE | PP | IU-BA | CDS | Altres | Total |
| ---- | ---- | -- | ----- | --- | ------ | ----- |
| 1979 | 0    | 6  | 5     | 6   | 0      | 17    |
| 1983 | 3    | 8  | 1     | 1   | 0      | 13    |
| 1987 | 4    | 6  | 0     | 3   | 0      | 13    |
| 1991 | 8    | 3  | 0     | 0   | 2      | 13    |
| 1995 | 10   | 2  | 0     | 1   | 0      | 13    |
| 1999 | 11   | 2  | 0     | -   | 0      | 13    |
| 2003 | 10   | 2  | 1     | -   | 0      | 13    |
| 2007 | 10   | 3  | 0     | -   | 0      | 13    |

## Enllaços interns i externs
- Llista de platges de la Costa Occidental d'Astúries
- Federació Asturiana de Concejos Arxivat 2012-06-21 a Wayback Machine.